# Pourtalesia thomsoni
Pourtalesia thomsoni är en sjöborreart som beskrevs av Mironov 1975. Pourtalesia thomsoni ingår i släktet Pourtalesia och familjen Pourtalesiidae. Inga underarter finns listade i Catalogue of Life.